# Samariten Ambulans
Samariten Ambulans AB er en svensk virksomhed, der beskæftiger sig med ambulancekørsel.
Selskabet blev grundlagt i sin nuværende form i 1992, og har siden 1993 haft entreprisen på ambulancekørsel i Stockholms län. Samariten var pionerer med hensyn til at bemande ambulancerne med sygeplejersker, hvilket senere er blevet et lovkrav i Sverige.
I 2008 vandt selskabet en række ambulanceudbud i Danmark: Region Sjælland (dog eksklusiv Roskilde og Lejre Kommune). Samsø, Viborg og Århus i Region Midtjylland. Og i Region Hovedstaden optageområde "Bispebjerg" (Indre by, Nørrebro, Østerbro, Nordvest og Brønshøj-Husum). De opgav senere at løse samtlige opgaver.